# 420 (cannabiscultuur)

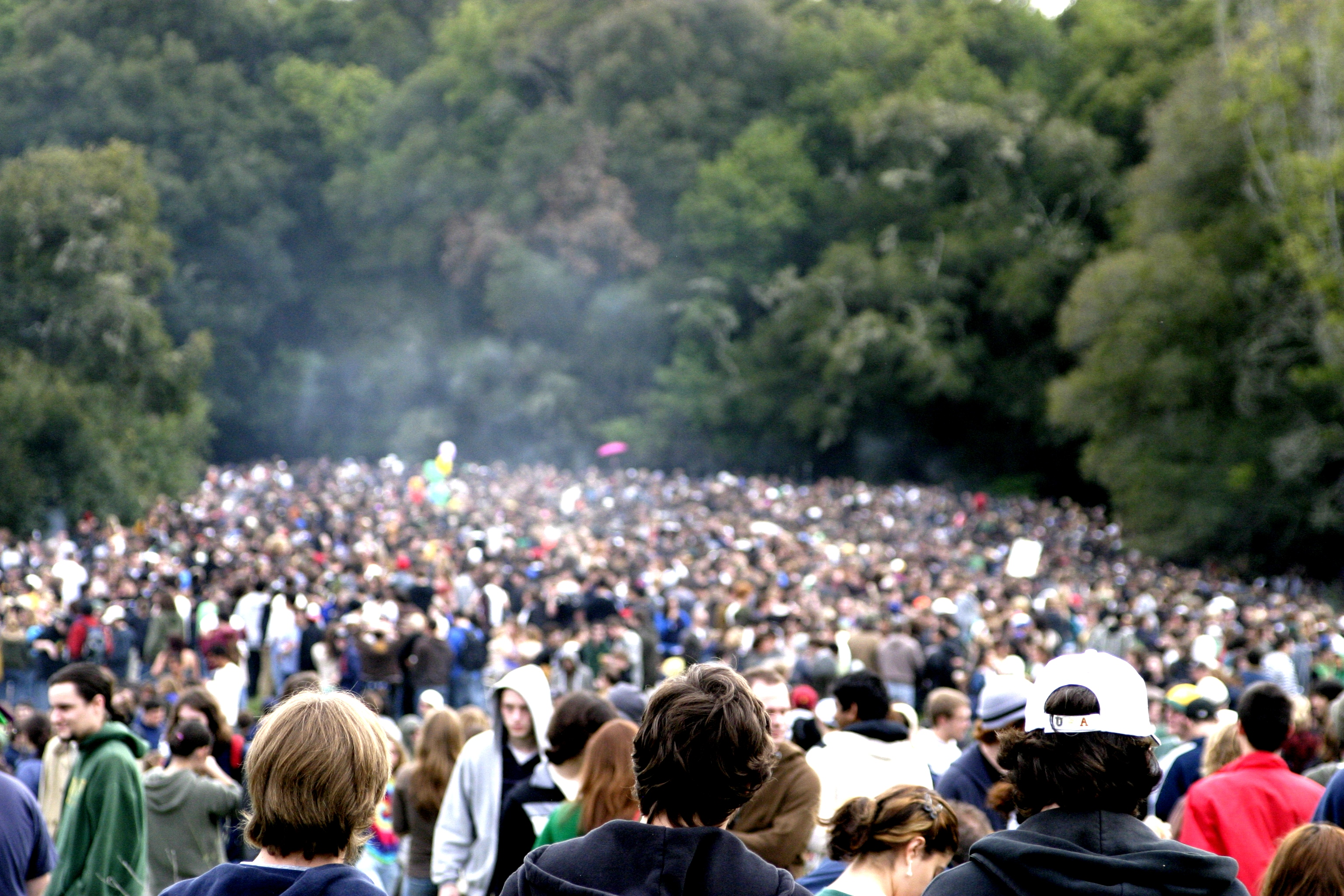
4/20-viering in Santa Cruz

420 staat voor het tijdstip 4.20 en ook voor 4/20, de datum 20 april in Noord-Amerikaanse notatie. Amerikaanse gebruikers vieren die als een feestdag van de tegencultuur. Cannabis wordt op die dag publiekelijk gebruikt. Het begrip is ook een verwijzing naar het gebruik van marihuana in het algemeen.
De oorsprong ligt mogelijk in 1971 in de staat Californië, waar een groep tieners van de San Rafael High School na schooltijd om 16.20 uur (4.20 p.m.) bijeen zou zijn gekomen om marihuana te roken. Ze zouden zich verzameld hebben om op zoek te gaan naar enkele onbewaakte cannabisplanten die zich bij Point Reyes zouden bevinden. Hoewel men de planten niet vond, werd er onder het zoeken veel wiet gerookt en groeide het tijdstip uit tot een vast moment van samenkomst om cannabis te roken. 16.20 uur was ook het tijdstip waarop Albert Hofmann, de ontdekker van lsd, op 19 april 1943 de allereerste trip maakte. 420 zou hier, al dan niet onrechtstreeks via de school in California, vandaan komen.
Door de jaren werd het begrip een fenomeen, en 20 april een datum waarop op tal van plekken cannabis gebruikt wordt. Men viert het bestaan van de plant en protesteert tegen wietverboden.